# Polykaste (Tochter des Lygaios)
Polykaste (altgriechisch Πολυκάστη Polykástē) ist eine Person der griechischen Mythologie.
Sie ist die Tochter des Lygaios aus Akarnanien und wird die Gattin des Ikarios, als dieser aus Sparta vertrieben wird und sich daraufhin in Akarnanien ansiedelt. Mit diesem ist sie die Mutter der Penelope sowie der beiden Söhne Alyzeus und Leukadios.